# Walter Winans
Walter Winans (født 5. april 1852 i St. Petersborg Rusland, død 12. august 1920) var en amerikansk billedhugger, maler og skytte, som deltog i to olympiske lege inden første verdenskrig.

## Opvækst
Winans var af en amerikansk forretningsslægt med hollandske rødder, og han blev født i Rusland, mens hans far var der for at hjælpe med at opbygge det russiske jernbanenet. Winans viste store talenter på flere felter.

## Sportskarriere
Et af de områder, han excellerede i, var skydning, og han stillede op i flere discipliner i denne sportsgren ved OL 1908 i London, hvor der imidlertid var tvivl om hans nationalitet, fordi han aldrig havde boet i USA. Han måtte derpå sværge på sit statsborgerskab på det amerikanske generalkonsulat. Han stillede derpå op i fire riffeldiscipliner samt i fri pistol på 50 yards. I de fleste af disciplinerne sluttede han et stykke nede i feltet, men i dobbeltskud efter løbende hjort med riffel opnåede han 46 point, som også briten Ted Ranken gjorde, hvilket var højeste score. De to måtte derfor ud i omskud, hvor Winans opnåede 44 point, mens Ranken fik 41, så Winans blev derfor olympisk mester, mens Ranken fik sølv og svenske Oscar Swahn bronze med 38 point.
Han deltog også i OL 1912 i Stockholm, hvor han igen stillede op i en række discipliner, tre i pistol- og tre i riffelskydning, herunder to holdkonkurrencer. Hans bedste individuelle resultat kom i duelpistol på 30 m, hvor han blev nummer otte, og i holdkonkurrencen i samme disciplin blev USA nummer fire. I holdkonkurrencen i riffelskydning efter løbende mål med enkeltskud stillede USA med Bill Leushner, Bill Libbey, Neil McDonnell og Winans, og amerikanerne opnåede 132 point, hvilket var nok til sølv efter hjemmeholdet fra Sverige med 151 point (anført af den 64-årige Oscar Swahn), mens Finland fik bronze med 123 point.
Ved legene deltog han desuden i kunst, hvor han stillede op i skulpturdisciplinen. Hans bidrag, En amerikansk traver, vandt guld foran franske Georges Dubois med Model af indgangen til et moderne stadion, mens de øvrige bidrag ikke blev præmieret. En amerikansk traver blev givet til den svenske olympisk komité, der indlemmede den i det svenske atletikmuseum.

## Videre karriere
Winans boede i de mange år i England og blev her kendt for sine hesteskulpturer. Han udstillede 14 gange på British Royal Academy. Som 58-årig besøgte han USA for første gang. Blandt hans øvrige interesser var travsport, og da han i 1908 vandt OL-guld fik han samme dag besked om, at hans heste havde vundet flere præmier i England og Wien. Travinteressen skulle imidlertid også blive hans skæbne, for under et løb, hvor han sad i sulkyen, fik han et hjerteanfald, væltede og fik hovedskader, så han døde øjeblikkeligt. I øvrigt var han kort inden blevet ruineret, da hans formue var anbragt i russiske papirer, som efter oktoberrevolutionen blev værdiløse.